# Потсдам (Њујорк)
Потсдам (енгл. Potsdam) град је у америчкој савезној држави Њујорк.

## Демографија
По попису из 2010. године број становника је 9.428, што је 3 (0,0%) становника више него 2000. године.
| Група             | 2000.         | 2010.         |
| Белци             | 8.541 (90,6%) | 8.232 (87,3%) |
| Афроамериканци    | 236 (2,5%)    | 264 (2,8%)    |
| Азијати           | 366 (3,9%)    | 461 (4,9%)    |
| Хиспаноамериканци | 165 (1,8%)    | 273 (2,9%)    |
| Укупно            | 9.425         | 9.428         |